# Élisabeth Burdot
Élisabeth Burdot est une journaliste belge, née à Uccle le 18 janvier 1940 et morte à Bruxelles le 22 janvier 2021.
Elle a travaillé pour la RTBF, en tant que grand reporter et sur des sujets d'investigation.

## Biographie

### Jeunesse et formation
Elle s’intéresse très tôt au métier de journaliste, prenant notamment des cours du soir à la Maison de la Presse dès sa sortie des études secondaires. Cette vocation sera toutefois mise en suspens lorsqu'elle rencontre son futur époux, se marie, part à l’étranger à la suite de son mari chirurgien et s’occupe des deux garçons qui naîtront de cette union.

### Carrière
Elle renoue avec le journalisme lorsqu’elle se sépare de son mari, d’abord en étant secrétaire de l’Association internationale des journalistes de la presse féminine (A.I.J.P.F.) entre 1971 et 1974 puis en passant le concours de journaliste de la RTBF en 1975 où elle sort du lot parmi 600 candidats.
En 1976, elle commence à la radio où elle s’occupe des émissions mondiales vers l’Afrique.
Deux ans et demi plus tard, elle se retrouve à la télévision ; ayant en effet intégré la rédaction du journal télévisé le 23 août 1978, elle passera très vite à l’antenne dès l’année suivante.
Elle enchaînera de multiples reportages, tant à l’étranger qu’en Belgique, des premiers reportages en Éthiopie en 1981-1982 à son dernier grand reportage au Congo en 2004. Élisabeth Burdot a traité de nombreux sujets dans de nombreuses régions du monde (Afrique, Grande-Bretagne, Liban, Israël, relations Est-Ouest, Proche-Orient, États-Unis). Les magazines d’investigation de la RTBF tels que À suivre, La Rue d’à côté, C’est à voir, Ce soir, Plein cadre, L’Hebdo, Actuel ou encore le Journal télévisé ont diffusé ses reportages durant près de 25 ans.
Durant sa carrière, elle fut également responsable de la cellule « Société » à la rédaction de l’info en 1986 et présentera également le journal télévisé du dimanche à 13 h de janvier 1987 à juin 1989.
En 2004, à la veille de son départ à la retraite, elle déplorait le fait ne plus avoir assez de moyens pour faire de grands reportages comme au début de sa carrière.

### Mort
Elle décède le 22 janvier 2021,.

## Distinctions
En 1994, elle décroche le prix Bayeux. 